# Salinelles
Salinelles – miejscowość i gmina we Francji, w regionie Oksytania, w departamencie Gard.
Według danych na rok 1990 gminę zamieszkiwało 355 osób, a gęstość zaludnienia wynosiła 40 osób/km² (wśród 1545 gmin Langwedocji-Roussillon Salinelles plasuje się na 592. miejscu pod względem liczby ludności, natomiast pod względem powierzchni na miejscu 810.).